# Nationaal park Boa Nova
Het Nationaal Park Boa Nova is een nationaal park gelegen in de staat Bahia in Brazilië.
Het is gesticht in 2010 en heeft een oppervlakte van 27.000 ha. Het doel is de bescherming van flora, fauna en milieu en de verbetering van milieu-educatie. Het beheer is in handen van het Instituto Chico Mendes de Conservação da Biodiversidade.

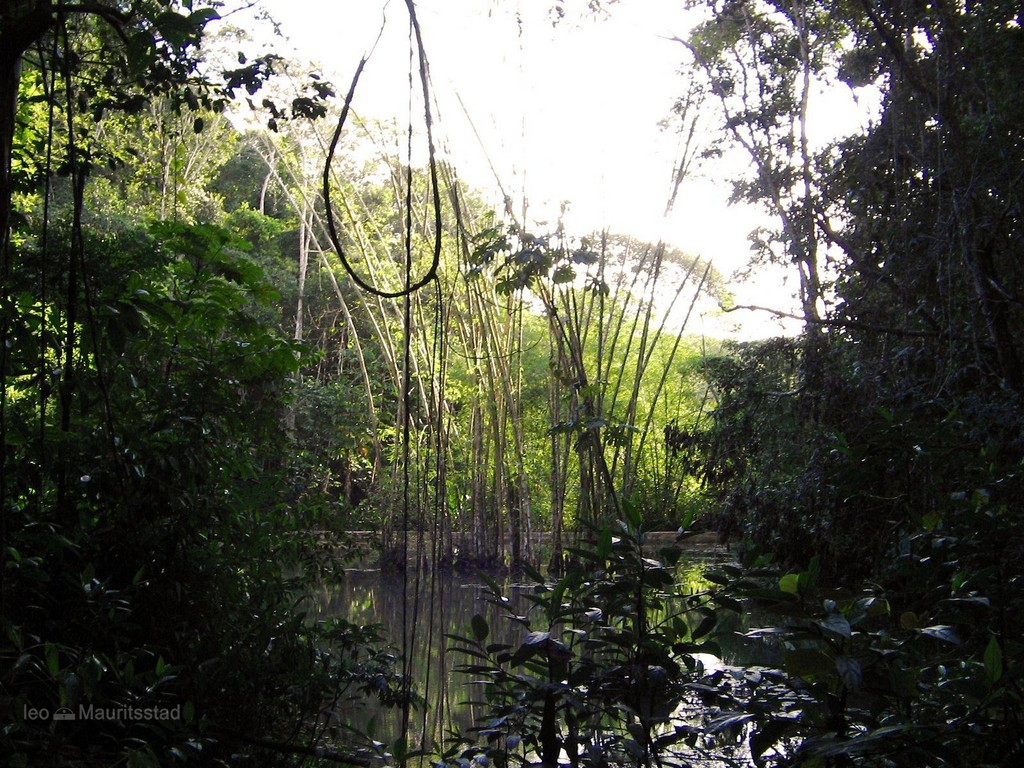
Atlantisch regenwoud

Het gebied heeft een unieke flora en fauna vanwege de overlap van twee milieutypen: het weelderig montane Atlantische regenwoud en de semi-aride caatinga. Het droge loofbos van het overgangsgebied, de mata-de-cipó, is de habitat van twee bijzondere vogelsoorten met een beperkt verspreidingsgebied, de bedreigde Bahiamiervogel Rhopornis ardesiacus en de zeldzame Dunsnavelmiersluiper Formicivora iheringi. Er komen in totaal ongeveer 400 vogelsoorten voor in het park waarvan er zo'n 30 bedreigd of zeldzaam zijn.